# Akiko Hayakawa
Akiko Hayakawa (早川 明子 Hayakawa Akiko?), är en japansk tidigare fotbollsspelare.
Akiko Hayakawa debuterade för japans landslag den 4 augusti 1987 i en 1–3-förlust mot Taiwan. Hon spelade 2 landskamper för det japanska landslaget.